# Trout Lake (Alberta)
Pour les articles homonymes, voir Trout Lake.
Trout Lake est une communauté située dans la province d'Alberta, dans le centre-nord.